# 卡斯維爾 (北卡羅萊納州)
卡斯維爾（英語：Casville）是位於美國北卡羅萊納州卡斯韋爾縣的非建制地區。

## 地理
卡斯維爾所處的海拔為高於海平面212米（即696英呎），而該地所採用的時區為UTC-5，即北美东部时区（EST）。同時該地設有夏令時間，為UTC-5調快一小時，即UTC-4（EDT）。